# LAV-300
LAV-300(V-300)は、最大15の装備構成バリエーションを持つアメリカ合衆国の軽装甲車両（LAV）ファミリー。

## 概要
アメリカの民間ベンチャー企業、キャデラック・ゲージ社のプロジェクトとして、CGを用いて設計されたコマンドウの改良型。
最高65mph（105km/h）の速度による高い機動力を持ち、C-5 ギャラクシーをはじめ、C-141 スターリフター、C-17 グローブマスターIII、C-130 ハーキュリーズといった輸送機を使用して空輸できるよう設計されている。一部の車両はCH-53E スーパースタリオンでも輸送可能。

## 歴史
初めて導入したのはパナマで、4つの装備構成からなる12両のLAV-300を購入した。
しかし、それらのほとんどは1989年から1990年にかけてのアメリカ軍によるパナマ侵攻のときにアメリカ軍によって接収された。
クウェートも1984年に62両の車両を導入したが、多くは火力支援用の構成だった。そのほとんどは、後の湾岸戦争につながる1990年のイラク軍によるクウェート侵攻の際に撃破された。
1993年にフィリピンは24両のLAV-300 MK II、12両のLAV-300 APC(装甲兵員輸送車)、12個のLAV-300 FSV(火力支援車両)を発注し、1995年までに納入された。契約費用は1億8,243万USドルだった。
1994年にLAV-300は生産を終了し、販売も2000年に中止された。
2017年、フィリピンでのフィリピン国軍とテロ組織との戦闘では、フィリピン海兵隊は木製の板と積み重ねられた段ボールを、LAV-300 FSV(火力支援車両)の即席の車両装甲として使用し、フィリピン陸軍のコマンドウ V-150、M113A2とともに、ISILに触発されたアブ・サヤフなどの過激派グループに対して攻撃を行った。
一般的な付加装甲ほどではないが、非常に臨機応変な応急処置により、手榴弾や40mm擲弾、また、過激派の兵器で一般的な即席爆発装置(IED)に対する耐性が向上し、この戦闘でのフィリピン海兵隊のLAV-300 FSVの損失は1両のみだった。

## 設計

### 装甲
LAV-300の車体部の装甲には高硬度鋼製装甲が採用され、至近距離、あらゆる範囲、あらゆる角度からの7.62mm口径までの弾丸による衝撃に耐えることができる。
装甲板は、アップグレード可能で、地雷や手榴弾の爆発から乗員を保護する。
ステルス性が考慮され、エンジン音やその排熱、振動、赤外線レベルを最小限に抑え、敵のレーダー反射を最小限に抑えられているため、先代のコマンドウと比べ、生存性がさらに強化されている。

### 機動性
LAV-300 MK IIは、非常に機動性が高く、水陸両用となっている。
タイヤはラジアルチューブレスで、ランフラットインサートとタイヤインフレーションシステムを装備し、機動性をさらに高めている。 
また、LAV-300 MK IIでは、60%の急勾配を登り、30%のサイドスロープでも行動でき、高さ2フィート(60.96cm)の障害物を乗り越えることができる。

### エンジン
LAV-300 MK IIが搭載するターボ過給器搭載カミンズディーゼルエンジンは、停止状態から10秒未満で時速20マイル(32 km/h)まで加速可能で、また、軽油がでなくともJet-A航空燃料、灯油などでも稼働する。
6輪のデュアル油圧ブレーキにより、車両は時速20マイル(32km /h)の状態から約40フィート(12m)で停止できる。 
LAV-300 MK IIの作戦可能範囲は575マイル(925km)。

## バリエーション
指揮車、 装甲兵員輸送車(APC)、対戦車車両、補給車両、救急車、 装甲回収車(ARV)など、15種類の装備構成が存在する。
また、LAV-300では次のタイプの武装を選択できる。
- 7.62mm機関銃と12.7mmまたは25mm、30mm、40mm機関砲
- 20mm 対空機関砲
- BGM-71 TOW対戦車ミサイル
- 90mm戦車砲
- 81mm または 120mm迫撃砲

### LAV-300 MK II
LAV-300 MK IIは、LAV-300の改良版で、1980年代に開発された。
アフタークールタイプのエンジン、前輪6段、ギア比2段の改良されたトランスミッション、より大きな燃料タンクと新型タイヤを備える。

## 採用国

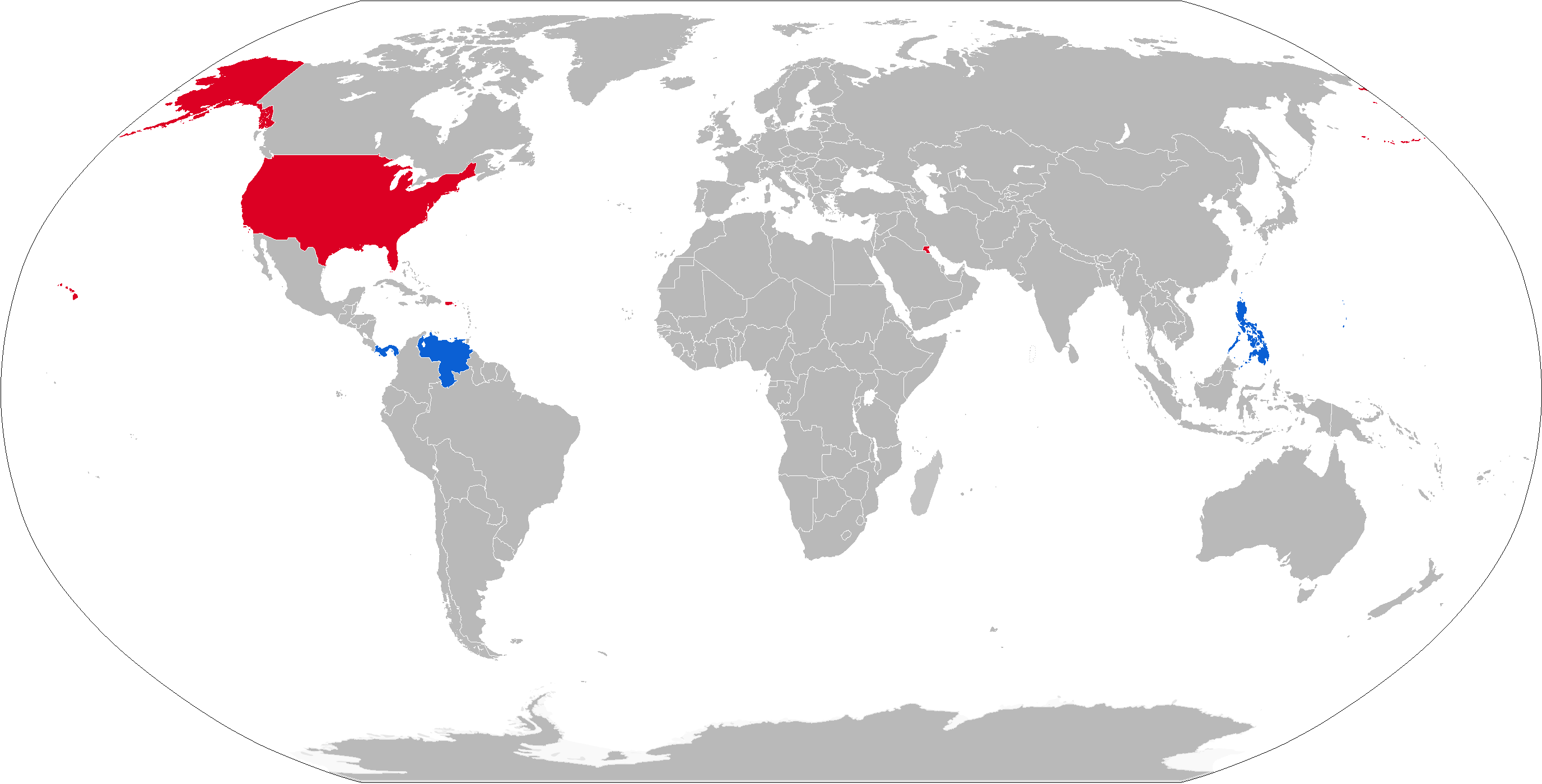
LAV-300を運用中の国は青、既に退役した国は赤で示す

### 運用中
- フィリピン - 24両[9]

2001年、フィリピンの企業フローロインターナショナルコーポレーション(Floro International Corporation)は、フィリピン海兵隊が使用するLAV-300を近代化する契約を結んだ。また、2015年には別のアップグレードプロジェクトが3450万ペソ（784,000米ドル）の契約で発表された。LAV-300 FSV(火力支援車両)の砲塔システムをアップグレードする。
- シンガポール

2023年時点で、シンガポール陸軍が数量不明のLAV-300装甲回収車を保有している。

### 退役
- イラク

1990年の湾岸戦争でクウェートから鹵獲
- クウェート - 62両。

イラクによるクウェート侵攻でほとんど破壊された。
- パナマ - 12両[9]。

ほとんどが良好な状態でアメリカ軍によって接収された。